# El Tío Clarín
El Tío Clarín fue un periódico satírico publicado en Sevilla entre 1864 y 1868, en las postrimerías del reinado de Isabel II.

## Historia
Editado en Sevilla, habría aparecido con el subtítulo «periódico satírico, chismoso, entremetido y pendenciero». Fue impreso en la imprenta de Eduardo Hidalgo y Compañía y luego en la de Carlos Santigosa, en la plaza de San Francisco n.º 7.
Su primer número apareció el 4 de enero de 1864. El periódico, que tuvo dos épocas, cesó definitivamente en 1868. Se publicaba todos los lunes, en ejemplares de cuatro páginas, primero en folio y después en mayor tamaño; papel común e impresión mediana. En la primera época acompañaba a cada número una lámina en litografía con una caricatura. Más tarde las caricaturas pasaron a ir en la tercera plana del periódico. Durante algún tiempo publicó una edición diaria, que contenía noticias. Varió en diferentes ocasiones de tipos, viñetas y papel. El periódico habría mostrado posiciones federalistas y antimonárquicas.
El director artístico y literario, y también administrador, fue Luis Mariani y Jiménez y los editores responsables Manuel V. Moreno y Carlos Santigosa. Entre sus colaboradores se contaron nombres como los de A. Martínez Escobar, Juan Antonio Barral, P. Muñoz y Valle, G. R., El Bachiller B., Luis E. Brunengo, Francisco Lara y Ruiz, Enrique de Sierra y Valenzuela, Felipe Pérez y González, Luis Montoto, José de Velilla y Rodrigo Amador de los Ríos y Villalta. Participaron como dibujantes Joaquín Guichot y Parody y el propio Mariani.
Su contenido incluía artículos satíricos de intereses locales, cartas, trabajos remitidos en prosa y verso, espectáculos, sueltos, epigramas y anuncios festivos. Según Manuel Chaves se habría tratado de uno de los periódicos satíricos-políticos que más popularidad alcanzaron en Sevilla. Sus caricaturas, aunque de no gran calidad, tenían «intención» y «chispa». Fue suprimido por una denuncia, tras lo cual salió con el nombre El Clarín, que volvió a tener problemas con las autoridades en 1867, publicándose a partir de entonces La Campana.